# Prime Time (2021)
Prime Time ist ein Thriller von Jakub Piątek, der Ende Januar 2021 beim Sundance Film Festival seine Premiere hatte.

## Handlung
Am Silvesterabend 1999 verschanzt sich der 20-jährige Sebastian in einem Fernsehstudio. Er hat eine Pistole dabei, nimmt eine berühmte Fernsehmoderatorin und einen Wachmann als Geiseln und hat eine wichtige Botschaft für die Welt. Im Laufe der Nacht verbinden sich Sebastian und die Geiseln auf unerwartete Weise, während die Machthaber versuchen, die Ordnung wiederherzustellen.

## Produktion
Regie führte Jakub Piątek, der gemeinsam mit Łukasz Czapski auch das Drehbuch schrieb. Es handelt sich um Piąteks Spielfilmdebüt.
Der Schauspieler Bartosz Bielenia übernahm die Hauptrolle und spielt Sebastian.
Die deutsche Synchronisation entstand nach einem Dialogbuch von Daniel Anderson und der Dialogregie von Karin Grüger im Auftrag der TV+Synchron Berlin GmbH.
Mit Januar 2021 wurde der erste Teaser präsentiert. Eine erste Vorstellung erfolgte am 30. Januar 2021 beim Sundance Film Festival.

## Auszeichnungen
Polnisches Filmfestival Gdynia 2021
- Nominierung für den Goldenen Löwen (Jakub Piątek und Jakub Razowski)
- Auszeichnung als Bester Nebendarsteller (Andrzej Kłak)
- Auszeichnung für die Beste Filmmusik (Teoniki Rożynek)[8]

Sundance Film Festival 2021
- Nominierung für den Grand Jury Prize im World Cinema Dramatic Competition (Jakub Piątek)